# Chiesa di San Michele Arcangelo (Pescia)
La chiesa di San Michele Arcangelo si trova a Pescia, provincia di Pistoia. È sede parrocchiale, appartenente alla diocesi di Pescia.

## Storia
In Pescia è attestato un monastero dedicato a san Michele dal 1104 e una chiesa annessa dal 1173. L'aspetto attuale rimanda soprattutto ai lavori di ampliamento e ristrutturazione cinquecenteschi. Nel 1785 il monastero venne secolarizzato e trasformato nel Conservatorio di San Michele. Nel 1866 immobili e beni passarono al demanio statale. Restaurato nel 2004, oggi il complesso ospita il Liceo Lorenzini, la pinacoteca e la parrocchia di san Michele. Il tutto è gestito da una fondazione.

## Descrizione

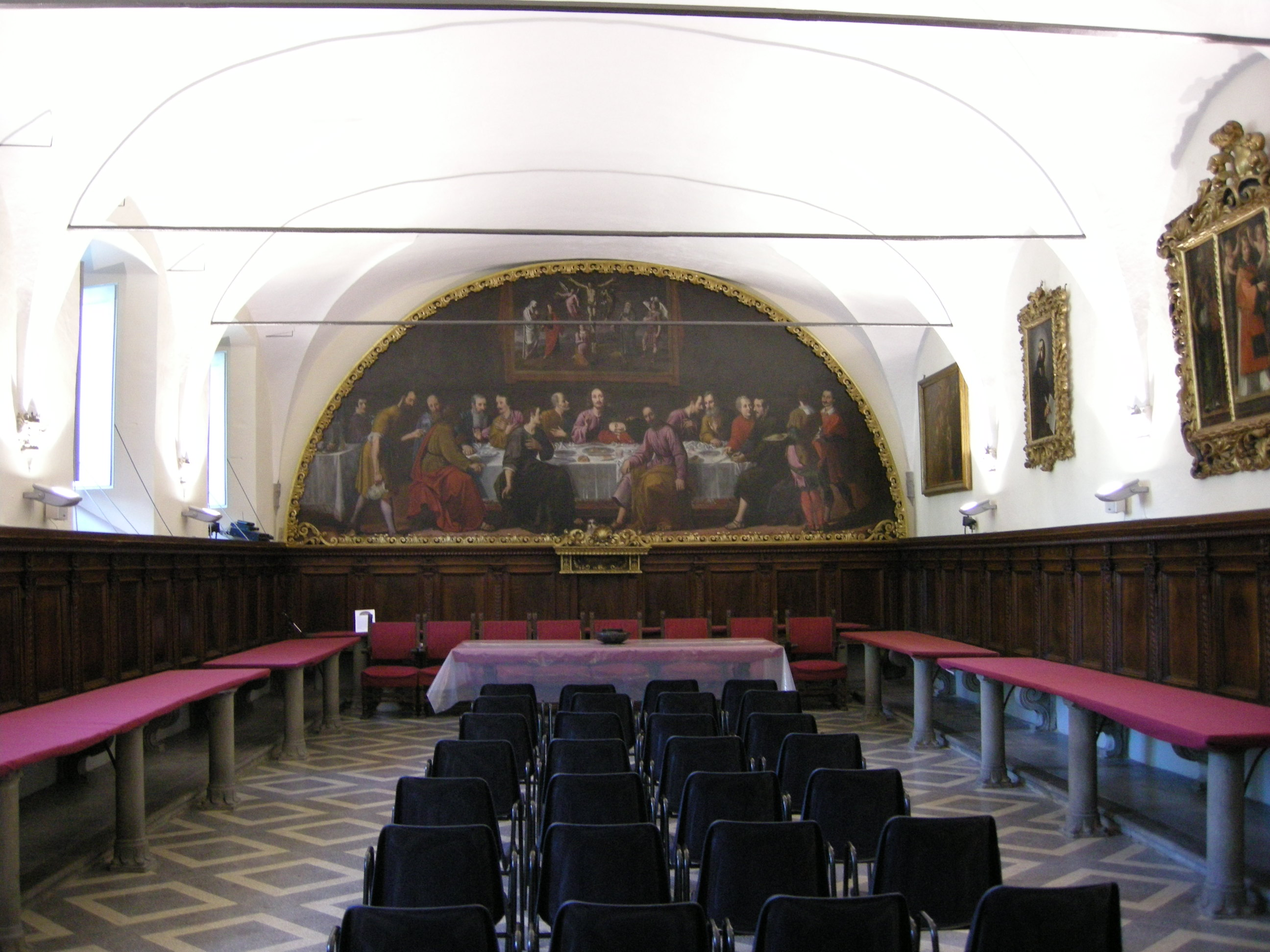
Il refettorio del monastero

La chiesa ha forme cinquecentesche, con una facciata a capanna con bel portale ligneo (XVII secolo).
L'interno, a navata unica, conserva numerose opere: l'Annunciazione attribuita a Santi di Tito (XVI secolo), il Miracolo di san Lorenzo e l'Apparizione di Cristo alla Maddalena, riquadri affrescati da Domenico Bamberini (inizio XVIII secolo), San Benedetto e San Michele Arcangelo che sconfigge il demonio di Alessandro Bardelli (inizio XVIII secolo).
Di particolare interesse è la scultura lignea con San Michele e il drago di ignoto artista locale (fine XV secolo). Sull'antico coro monacale della chiesa si trova una pregevole vetrata con San Michele che uccide il drago, attribuibile ad un maestro renano degli inizi del XVI secolo.

## Monastero
Nell'antico monastero si trovano oggi un liceo, alcuni locali della parrocchia e una pinacoteca. Quest'ultima, ospitata in tre sale, tra cui il refettorio dominato dall'Ultima Cena di Fioravante Sansoni, presenta opere dal XIV al XVIII secolo, arredi e oggetti liturgici. Durante la visita si può inoltre chiedere l'accesso al coro sopraelevato delle monache, con seggi lignei cinquecenteschi, dove si trova una grande tela di Brunetto Ippoliti (1604).

## Altre immagini

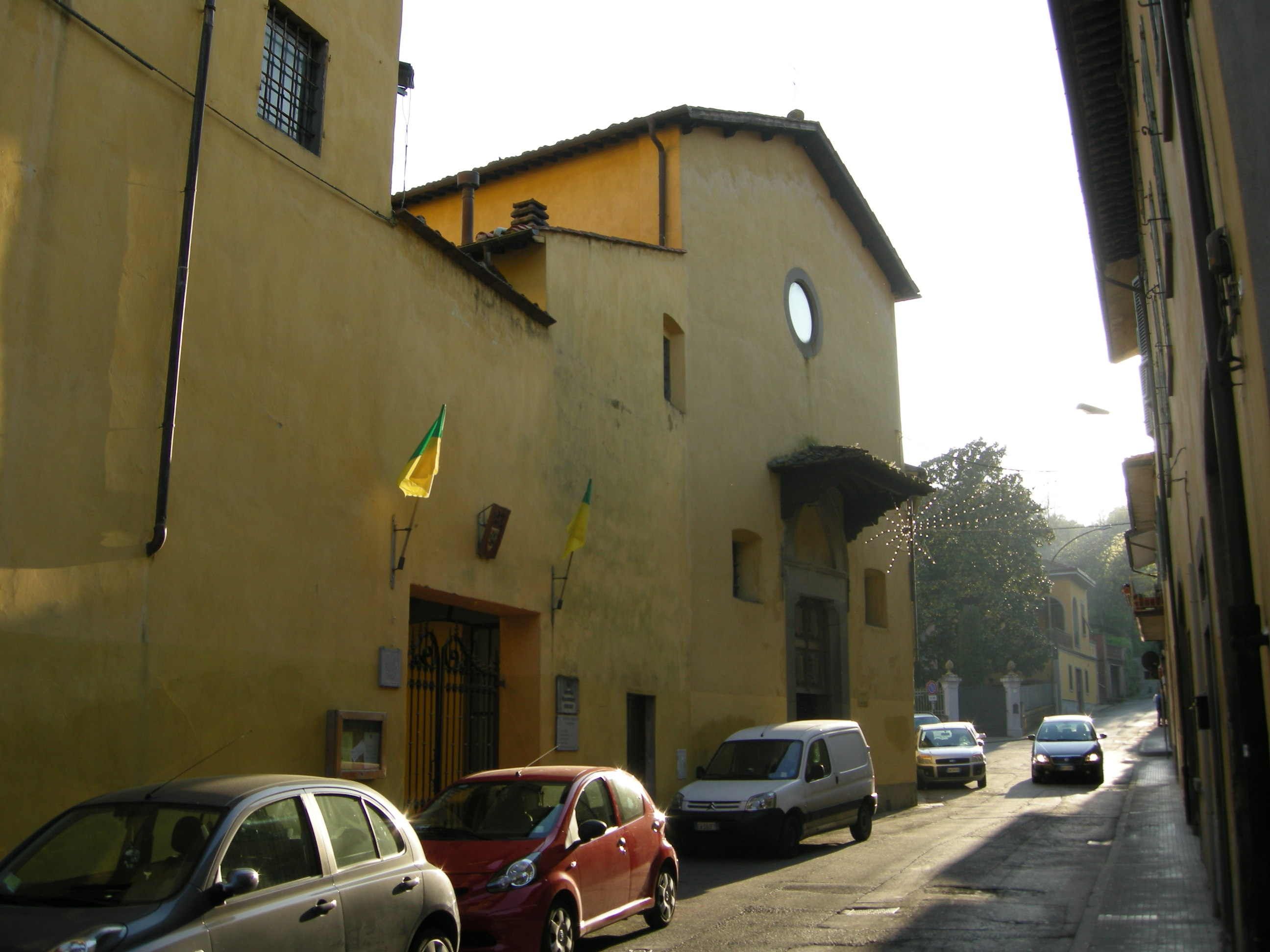
Facciata
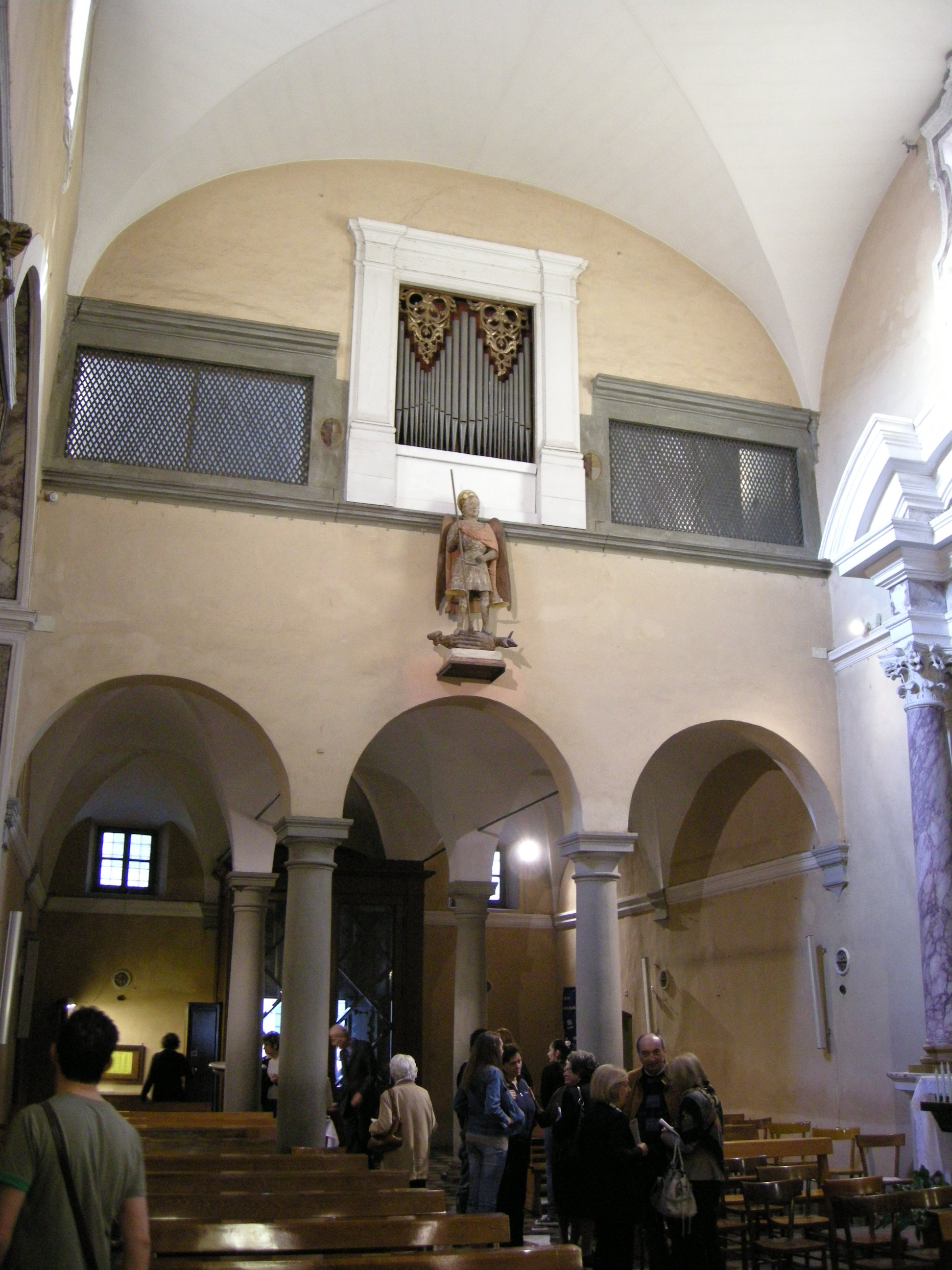
Interno
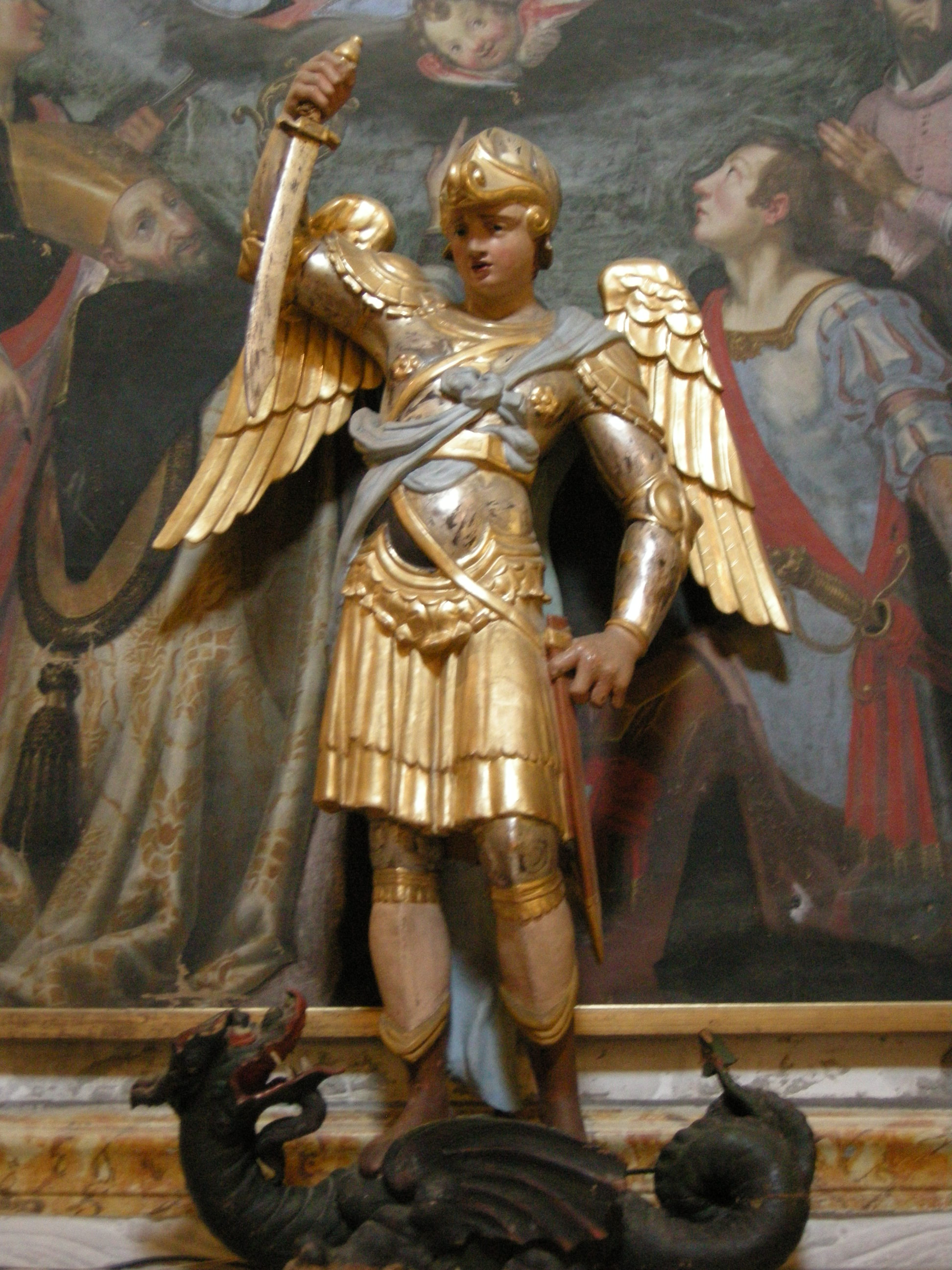
San Michele del XV secolo
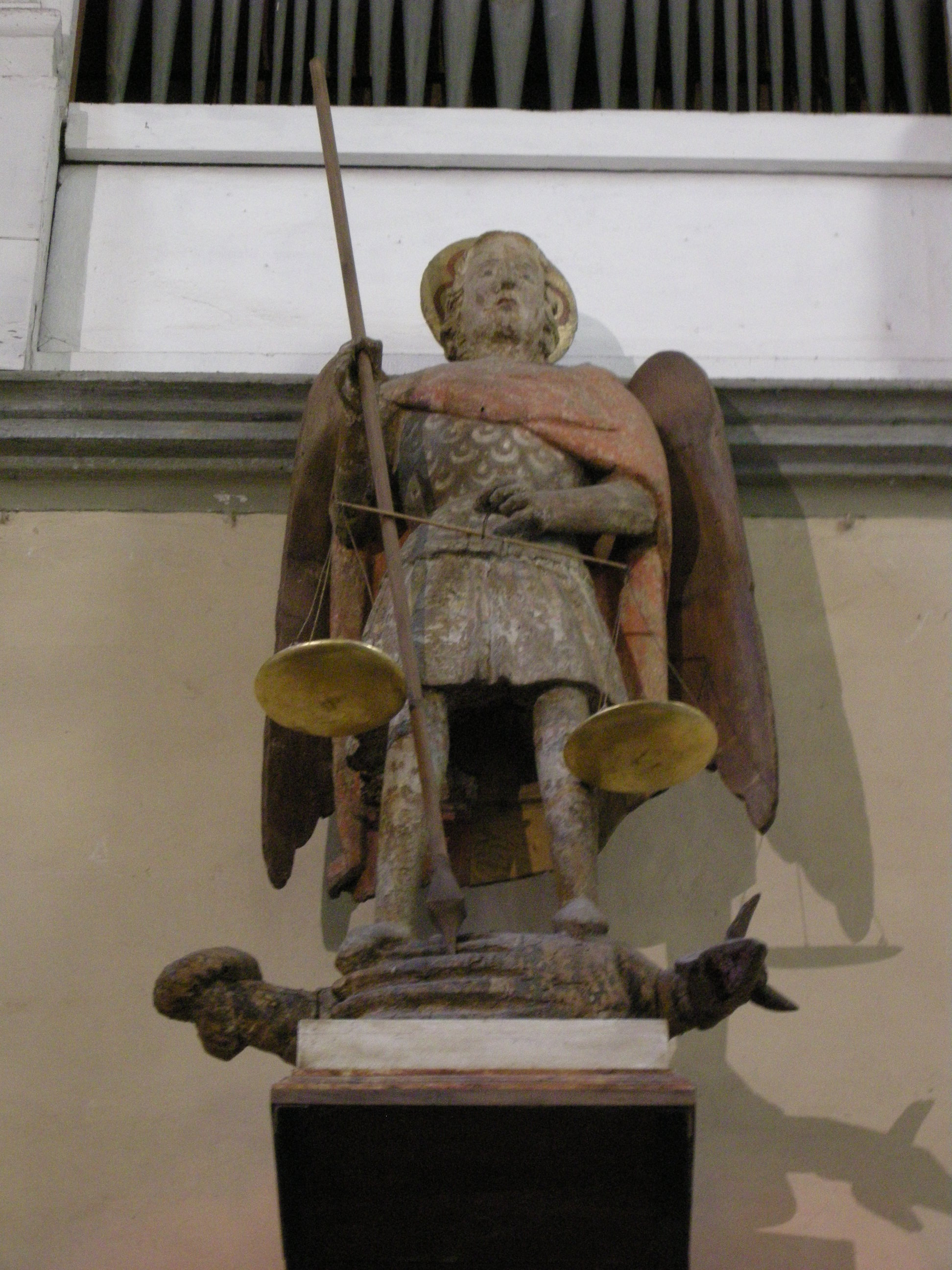
San Michele di un maestro renano
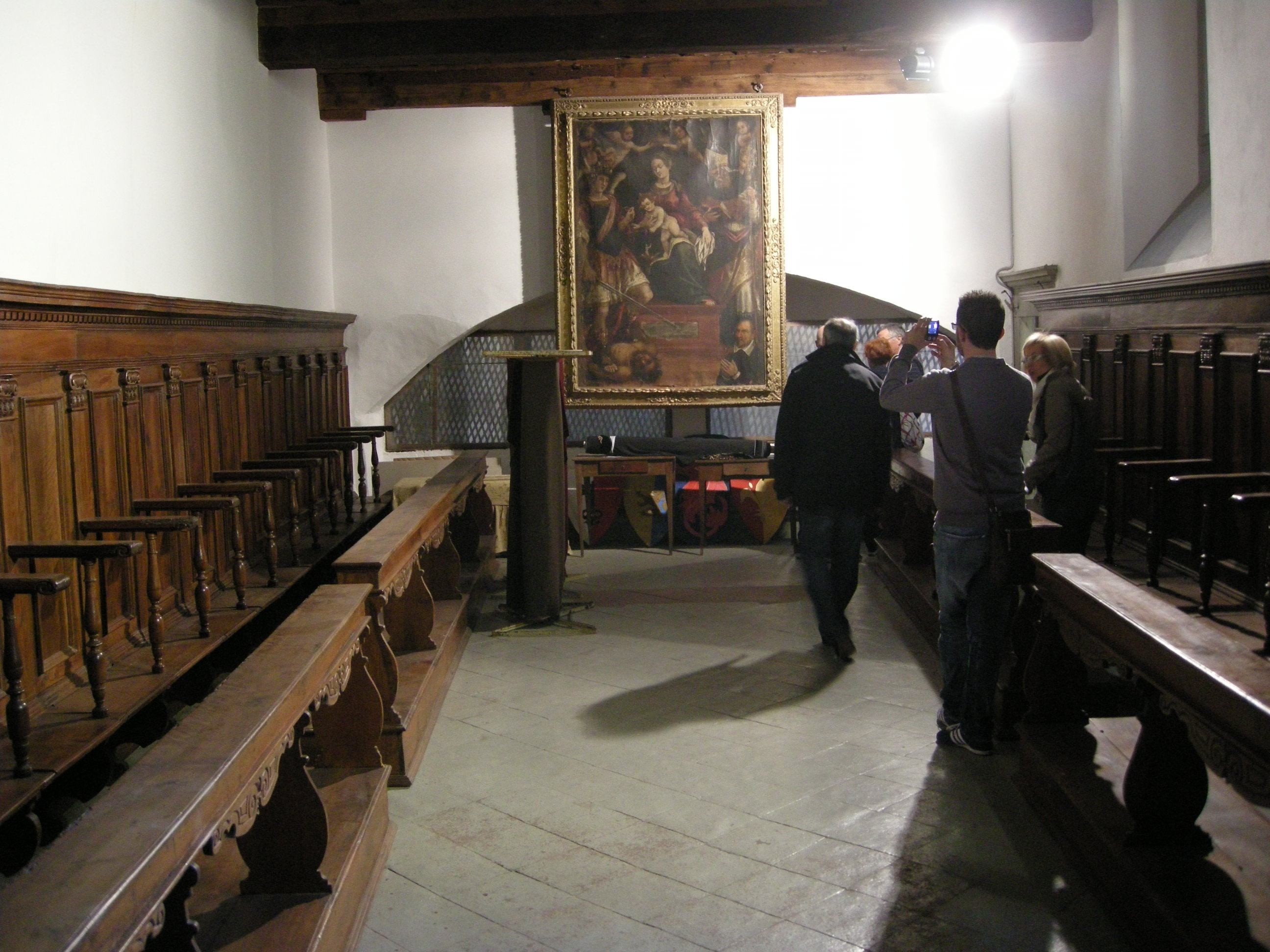
Il coro delle monache